# Bezirk Milówka
Bezirk Milówka – dawny powiat (Bezirk) kraju koronnego Królestwo Galicji i Lodomerii, funkcjonujący w latach 1854–1867. Siedzibą starostwa było miasteczko Milówka.

## Historia
Bezirk Milówka utworzono w ramach reformy uwłaszczeniowej z okresu Wiosny Ludów (1848–1849), która likwidowała jurysdykcję właściciela ziemskiego nad poddanymi. W Galicji, dominium – jako podstawowa jednostka administracyjna i filar systemu feudalnego straciło rację bytu. Konieczne stało się zatem wprowadzenie nowego systemu administracyjnego, którego zręby powstały w latach 1851–1855. Nowy trójstopniowy podział administracyjny objął 21 cyrkułów (niem. Kreise), 179 małych powiatów (niem. Bezirke) i ponad 6000 gmin (niem. Gemeinde). 
Bezirk Milówka objął obszar o wielkości 7,2 mil², zamieszkany przez 20,773 ludzi i podzielony na 15 gmin katastralnych, w tym miasteczko Milówka. Wszedł w skład cyrkułu wadowickiego, jako jeden z jego trzynastu powiatów ziemskich. Był to najdalej na zachód wysunięty powiat Galicji i Lodomerii. Na północnym zachodzie graniczył ze Śląskiem Austriackim, stanowiącym kraj koronny Cesarstwa Austrii, natomiast od południowego zachodu, południa i południowego wschodu – z Zalitawią. 1 maja 1860 zniesiono cyrkuł wadowicki, a jego cały obszar włączono do cyrkułu krakowskiego.
Po nadaniu Galicji autonomii oraz powołaniu samorządu gminnego i powiatowego w 1865 zlikwidowano cyrkuły (Kreise). Dotychczasowe małe powiaty (Bezirke) w liczbie 179, utrzymały się do 1867 roku, kiedy to w następstwie kolejnej reformy administracyjnej (23 stycznia 1867) zostały zastąpione przez 74 większe powiaty. Jednym z tych nowych powiatów był powiat żywiecki, w skład którego wszedł m.in. w całości zniesiony Bezirk Milówka.

## Podział administracyjny (1854)
| Lp. | Gmina jednostkowa | Powierzchnia | Ludność | Powiat w 1867 po zniesieniu |
| --- | ----------------- | ------------ | ------- | --------------------------- |
| 1   | Milówka (m)       | 4611         | 1551    | żywiecki                    |
| 2   | Kamesznica        | 7772         | 2561    | żywiecki                    |
| 3   | Rajcza            | 7130         | 1653    | żywiecki                    |
| 4   | Rycerka Górna     | 9163         | 1379    | żywiecki                    |
| 5   | Rycerka Dolna     | 1891         | 1186    | żywiecki                    |
| 6   | Nieledwia         | 2505         | 1090    | żywiecki                    |
| 7   | Sól               | 6450         | 1888    | żywiecki                    |
| 8   | Szare             | 3768         | 1239    | żywiecki                    |
| 9   | Brzuśnik          | 570          | 406     | żywiecki                    |
| 10  | Bystra            | 820          | 310     | żywiecki                    |
| 11  | Cięcina           | 3944         | 1178    | żywiecki                    |
| 12  | Cisiec            | 3218         | 1286    | żywiecki                    |
| 13  | Juszczyna         | 2725         | 605     | żywiecki                    |
| 14  | Ujsoły            | 6323         | 3372    | żywiecki                    |
| 15  | Żabnica           | 600          | 1069    | żywiecki                    |

Objaśnienie:
(M) = miasto; (m) = miasteczko